# Мемориально-литературный музей Бондина
Мемориально-литературный музей Бондина — музей, посвящённый жизни и творчеству писателя и драматурга А. П. Бондина, расположен в Нижнем Тагиле в Ленинском районе города, в Центре города на северном берегу Тагильского пруда, в ЦПКиО имени Бондина, по улице Красноармейской, 8. Музей является частью Нижнетагильского музея-заповедника «Горнозаводской Урал». Расположен в доме, где жил писатель.

## История
Музей был открыт 23 ноября 1953 года. Он расположился в небольшом деревянном доме на берегу пруда рядом с парком, носящим имя писателя. В этом доме А. П. Бондин прожил последние годы своей жизни — с 1935 по 1939 год. Музей был создан благодаря усилиям жены писателя Бондиной А. С., которая сумела сохранить обстановку дома, личные вещи Алексея Петровича, фотографии и документы.
В 1982 году музей был реконструирован: в нём был восстановлен интерьер гостиной и кабинета А. П. Бондина, добавлены новые экспозиции. В 1993 году музей прошёл косметический ремонт, его экспозиция пополнилась новыми материалами, открылась экспозиция «Литературная жизнь Нижнего Тагила».
Музей рассказывает о жизни и деятельности А. П. Бондина. Здесь проводятся тематические и обзорные экскурсии и лекции, выставки новых книг, творческие встречи с поэтами и писателями.